# Paul Nihoul
Paul Nihoul is een Belgisch hoogleraar aan de UCL en rechter aan het Hof van Justitie van de Europese Unie (Gerecht) te Luxemburg.

## Biografie
Paul Nihoul behaalde in 1984 een licentiaat in filologie en in 1988 een licentiaat in rechten aan de Université catholique de Louvain (UCL). In 1989 behaalde hij een master of laws aan de Harvard Law School. In 1998 behaalde hij de titel van doctor in de rechten aan de Université catholique de Louvain.
Nihoul is hoogleraar Europees recht aan de Université catholique de Louvain.
Op 1 september 2016 startte hij een mandaat van zes jaar als rechter aan het Hof van Justitie van de EU te Luxemburg. Hij was in 2015 voorgedragen door de Belgische overheid.
- Bibsys: 46852
- Bibliothèque nationale de France: cb13556365b (data)
- Gemeinsame Normdatei: 17105105X
- International Standard Name Identifier: 0000 0001 1701 3981
- Library of Congress Control Number: no2001070096
- Nationale Bibliotheek van Letland: 000220146
- Nationale Bibliotheek van Tsjechië: mub2011670460
- Nationale Bibliotheek van Israël: 987007450357605171
- Nationale en Universitaire bibliotheek Zagreb: 000408248
- Nederlandse Thesaurus van Auteursnamen: 26594239X
- Système universitaire de documentation: 050836145
- Virtual International Authority File: 120738174
- WorldCat: E39PBJkhFPvJYBdwHT368Ddmh3